# Colombia ai Giochi della XIV Olimpiade
La Colombia partecipò ai Giochi della XIV Olimpiade, svoltisi a Londra, dal 20 luglio al 14 agosto 1948,  
con una delegazione di 6 atleti impegnati in 3 discipline,
senza aggiudicarsi medaglie.